# 大崎結真
大崎結真（おおさき ゆま、1981年 - ）は日本のクラシック音楽のピアニスト。

## 略歴
1981年茨城県生まれ。2000年東京芸術大学音楽学部附属音楽高等学校卒業後、イモラ音楽院へ進学。その後、パリ国立高等音楽院からエコール・ノルマル音楽院へ渡り、研鑽を積んだ。ピアノをジャック・ルヴィエ他に師事。2007～9年文化庁新進芸術家海外留学研修員。これまでにN響団友オーケストラ、東京交響楽団、オーケストラ・アンサンブル金沢、仙台フィルハーモニー管弦楽団、読売日本交響楽団、新日本フィルハーモニー交響楽団、東京フィルハーモニー交響楽団、ポーランド国立放送管弦楽団、モロッコ管弦楽団と共演。

## 受賞歴
- 1988年 - ミリオンピアノコンサート88'最優秀賞[1] (東京)
- 1991年 - 第2回P.I.A. Japanピアノコンクール優勝[注釈 1]及びギェルジョード賞 (東京)
- 1993年 - 第47回全日本学生音楽コンクールピアノ部門小学校の部優勝 (東京)
- 1995年 - 第19回ピティナピアノコンペティション G級銀賞受賞、及び東京都知事賞、審査員特別賞、海外派遣のためのヒノキ賞、日本テレビ杯 (東京)
- 1997年 - 第2回浜松国際ピアノアカデミーコンクール第2位、モスト ・プロミッシングアーチスト賞 (静岡)
- 1997年 - 第3回浜松国際ピアノコンクール第5位 (静岡)
- 1998年 - ロン・ティボー国際音楽コンクール第5位、及びフランス音楽特別賞 (パリ)
- 1999年 - コンセール・マロニエ21ピアノ部門最優秀賞 (栃木)
- 2001年 - ルービンシュタイン国際ピアノコンクール第5位 (テルアビブ)
- 2001年 - ピラール・バヨナ国際ピアノコンクール[3] 第2位[4] (サラゴサ)
- 2002年 - ジュネーブ国際音楽コンクールピアノ部門 第3位、及びフランク・マルタン特別賞  (ジュネーブ)
- 2003年 - リーズ国際ピアノ・コンクール 第3位 (リーズ)
- 2005年 - ショパン国際ピアノコンクール ファイナリスト (ワルシャワ)
- 2006年 - モロッコフィルハーモニックオーケストラ国際音楽コンクールピアノ部門第2位 (カサブランカ/ラバト[5])
- 2007年 - フランスオートモービルクラブ主催若きピアニストの出会い優勝 (パリ)